# 베트남의 성도
베트남의 성도는 베트남의 성의 행정중심지이며, 대부분 성할시로 승격되어있다.